# Відкритий чемпіонат Швейцарії 1931
Відкритий чемпіонат Швейцарії 1931 — 16-й відкритий чемпіонат Швейцарії з хокею, чемпіоном став «Давос».

## Серія Схід

### 1 група
Оскільки ЕХК «Ароза» вирішив не брати участь, тому лише відбулась одна гра в групі.
- «Санкт-Моріц» — Ліцей Цуоц 6:0

### 2 група
- Цюрих СК — «Академікер Цюрих» 4:3
- «Давос» — «Академікер Цюрих» 5:0 (тех. поразка)

### Фінал 2 група
- «Давос» — Цюрих СК 11:1

### Фінал Сходу
- «Давос» — «Санкт-Моріц» ?:?

## Серія Захід
- Ліцей Жаккар — «Шато де-Окс» 2:0
- «Розей» (Гштаад) — «Стар Лозанна» 11:0

### Матч за 3 місце
- «Шато де-Окс» — «Стар Лозанна» 6:1

### Фінал Заходу
- «Розей» (Гштаад) — Ліцей Жаккар 8:1

## Фінал
- «Давос» — «Розей» (Гштаад) 5:3